# العلاقات الآيسلندية الدومينيكية
العلاقات الآيسلندية الدومينيكية هي العلاقات الثنائية التي تجمع بين آيسلندا ودومينيكا.

## مقارنة بين البلدين
هذه مقارنة عامة ومرجعية للدولتين:
| وجه المقارنة                                              | آيسلندا          | دومينيكا              |
| --------------------------------------------------------- | ---------------- | --------------------- |
| المساحة (كم2)                                             | 103.00 ألف       | 751                   |
| عدد السكان (نسمة)                                         | 317.35 ألف       | 73.92 ألف             |
| الكثافة السكانية (ن./كم²)                                 | 3.08             | 9.84 ألف              |
| العاصمة                                                   | ريكيافيك         | روسو                  |
| اللغة الرسمية                                             | اللغة الآيسلندية | لغة إنجليزية          |
| العملة                                                    | كرونة آيسلندية   | دولار شرق الكاريبي    |
| الناتج المحلي الإجمالي (بليون دولار)                      | 23.91 مليار      | 562.54 مليون          |
| الناتج المحلي الإجمالي (تعادل القوة الشرائية) بليون دولار | 15.79 مليار      | 789.63 مليون          |
| الناتج المحلي الإجمالي الاسمي للفرد دولار أمريكي          | 50.17 ألف        | 7.12 ألف              |
| الناتج المحلي الإجمالي للفرد دولار أمريكي                 | 46.55 ألف        | 10.88 ألف             |
| مؤشر التنمية البشرية                                      | 0.899            | 0.724                 |
| رمز المكالمات الدولي                                      | +354             | +1767                 |
| رمز الإنترنت                                              | .is              | .dm                   |
| المنطقة الزمنية                                           | 00، أوروبا/لندن ‏ | 00، توقيت أطلنطي موحد |

## منظمات دولية مشتركة
يشترك البلدان في عضوية مجموعة من المنظمات الدولية، منها:
| علم المنظمة | اسم المنظمة                        | تاريخ انضمام آيسلندا | تاريخ انضمام دومينيكا |
| ----------- | ---------------------------------- | -------------------- | --------------------- |
|             | مؤسسة التنمية الدولية              | 19 مايو 1961         | 29 سبتمبر 1980        |
|             | يونسكو                             | 8 يونيو 1964         | 9 يناير 1979          |
|             | وكالة ضمان الاستثمار متعدد الأطراف | 25 سبتمبر 1998       | 7 أكتوبر 1991         |
|             | الأمم المتحدة                      | 19 نوفمبر 1946       | 18 ديسمبر 1978        |
|             | الاتحاد البريدي العالمي            | ?                    | ?                     |
|             | البنك الدولي للإنشاء والتعمير      | 27 ديسمبر 1945       | 29 سبتمبر 1980        |
|             | الاتحاد الدولي للاتصالات           | 1 أكتوبر 1906        | 28 أكتوبر 1996        |
|             | منظمة حظر الأسلحة الكيميائية       | ?                    | ?                     |
|             | مؤسسة التمويل الدولية              | 20 يوليو 1956        | 29 سبتمبر 1980        |
|             | منظمة التجارة العالمية             | ?                    | ?                     |
|             | منظمة الشرطة الجنائية الدولية      | ?                    | ?                     |

## وصلات خارجية
- موقع وزارة الخارجية الآيسلندية